# Elvira Saadi
Elvira Saadi (Tashkent, Uzbekistán, 2 de enero de 1952) es una gimnasta artística uzbeka que, compitiendo con la Unión Soviética, consiguió ser dos veces campeona olímpica en 1976 y 1972 en el concurso por equipos.

## Carrera deportiva
En los JJ. OO. de Múnich de 1972 ganó el oro en el concurso por equipos, por delante de Alemania del Este y Hungría, siendo sus compañeras de equipo: Lyubov Burda, Antonina Koshel, Olga Korbut, Tamara Lazakovich y Ludmilla Tourischeva.
En los JJ. OO. de Montreal (Canadá) de 1976 ganó el oro en el concurso por equipos, por delante de Rumania y Alemania del Este, siendo sus compañeras de equipo en esta segunda ocasión: Maria Filatova, Nellie Kim, Olga Korbut, Svetlana Grozdova y Ludmila Tourischeva.